# Cherry brandy
Le cherry brandy, ou plus simplement cherry, est une liqueur élaborée à partir de cerises macérées dans de l'eau-de-vie. Le cherry brandy titre généralement 25°.
Les marques telles que Rocher, utilisent de l'eau-de-vie de vin pour fabriquer leurs produits. D'autres produisent leurs cherries en utilisant tout simplement de l'eau-de-vie neutre.